# Последняя война Римской республики
Акти́йская война́ — гражданская война между правителями Римской республики за овладение эллинистическим Египтом. Фактически велась за безграничное господство в Риме.
Война началась из-за недовольства римского народа действиями Марка Антония (проигрыш в войне с Парфией, его брак с Клеопатрой), а также из-за Цезариона, сына Цезаря от Клеопатры, который, в обход Августа, мог быть наследником Цезаря.
При этом Октавиан Август желал править единолично.
Первое и единственное сражение произошло между флотами Августа и Антония при мысе Акциум. В решающий момент Марк Антоний покинул поле боя. Оставшиеся в замешательстве корабли Антония сдались. После этой битвы флот Октавиана мог свободно высадить в Александрии десант, что и было сделано. Войска римлян, после самоубийства Клеопатры, без сопротивления захватили Египет, который был объявлен личным владением Августа.
После победы Октавиана, последний был провозглашён императором с расширенными полномочиями. Родилась Римская империя.